# Nicolas Hazard
Pour les articles homonymes, voir Hazard.
Ne pas confondre avec Pierre Nicolas Joseph Hazard.
Nicolas Hazard est un entrepreneur et essayiste français. Il est fondateur et président du groupe INCO. Il est également conseiller spécial à la Commission Européenne en charge de l'innovation sociale.

## Biographie

### Formation
Nicolas Hazard est diplômé d'HEC Paris et titulaire d'un master affaires publiques de Sciences Po Paris.

### Entrepreneur
En 2011, il fonde le Comptoir de l'Innovation, premier fonds à impact en France qui a investi dans plus de 120 entreprises sociales à travers la France. Il a par ailleurs créé le groupe INCO, qui a racheté le Comptoir de l'Innovation en 2017, et a développé des activités dans 150 pays, visant à créer une nouvelle économie, inclusive et durable. A travers des activités d’investissement (INCO Ventures), d’incubation (INCO Incubators) et de formations aux métiers de demain pour les publics précaires (INCO Academy), le groupe est devenu un des leaders de l'entrepreneuriat social dans le monde.
Il organise depuis 2012 l’événement Impact², le rassemblement de l’entrepreneuriat social à l’Hôtel de Ville de Paris, qui réunit chaque année près de 1 500 décideurs économiques et politiques, venus de 50 pays.
En 2016, il fonde CALSO, filiale locale d'INCO aux Etats-Unis  avec pour objectif de développer le savoir-faire social français aux Etats-Unis, notamment à travers la création d’entreprises d’insertion. Il déploie ainsi des formations et accompagnements d'anciens détenus afin qu'ils soient travaillent dans les cuisines des géants de la tech comme Google. Il a également développé une formation de pilote de drone à destination des vétérans sans emploi.
Nicolas Hazard appuie également le développement des territoires ruraux, dans lesquels il voit un grand potentiel. Il a créé un tiers-lieu pour incuber des startups rurales, nommé la Résidence, à Saint-Bertrand-de-Comminges. Il développe par ailleurs d'autres tiers-lieux de ce type dans le monde, notamment à Berlin, Varsovie, Paris, Toulouse mais aussi à Tunis.

### Engagement politique
Depuis juillet 2020, Nicolas Hazard, est conseiller spécial en charge de l’économie sociale et solidaire à la Commission européenne, auprès de la présidente Ursula Van der Leyen et du commissaire chargé de l’emploi et des droits sociaux Nicolas Schmit.
Nicolas Hazard a également travaillé avec différentes personnalités politiques parmi lesquelles, Romano Prodi, ancien Président du conseil italien et Hillary Clinton, ancienne Secrétaire d'Etat et candidate à l'élection présidentielle de 2016.
En novembre 2023, il devient membre du bureau social pour l'innovation du gouvernement d'Olaf Scholz et de Bettina Stark-Watzinger Ministre allemande de l'éducation et de la recherche.

### Distinctions
- 2015 : Nicolas Hazard est élu « Young Global Leader[17] » par le World Economic Forum. Il devient par ailleurs lauréat du prix Montgolfier[18]  (comité des Arts économiques).
- 2016 : Il est élu « Young Global Leader[19] » par la French-American Foundation.
- 2017 : il est élu « Young Global Leader » par le  Franco British Council.

## Publications
- Capitalism for all, 20 enterprises that change the world, Edit the World, 2013
- L'Entreprise du XXe siècle sera sociale (ou ne sera pas), Rue de l'échiquier, 2012,  (ISBN 2917770260)
- La Ruée des Licornes, Lemieux éditeur, 2017[20]
- Appel à la guérilla mondiale, Débats Publics, mars 2019,  (ISBN 9782375090718)
- Le bonheur est dans le village : 30 solutions qui viennent de nos campagnes, Flammarion,  2021  (ISBN 9782080234032)[21]
- Qu'est-ce qu'on va faire de toi ?, Flammarion, 2022  (ISBN 9782080279811)
- Happy End, Flammarion, 2023  (ISBN 9782080279811)

Il a contribué au journal Le Monde à travers une chronique mensuelle sur le « Made in France » social, ainsi que dans The Guardian et la Stanford Social Innovation Review.